# 106-я гвардейская воздушно-десантная дивизия

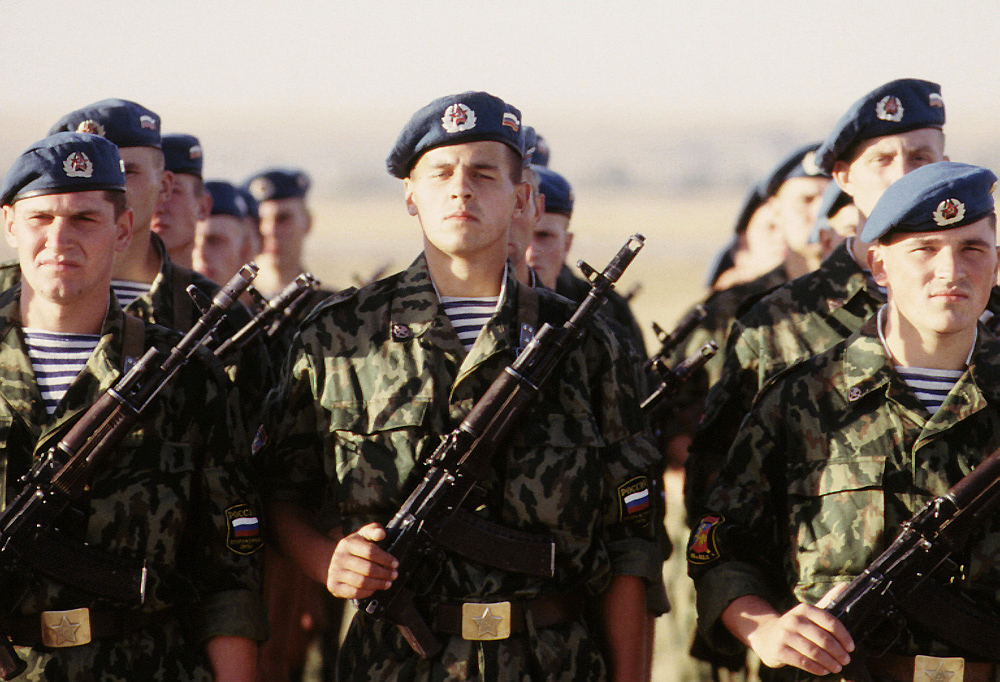
Десантники 106-й дивизии во время учений в Казахстане.

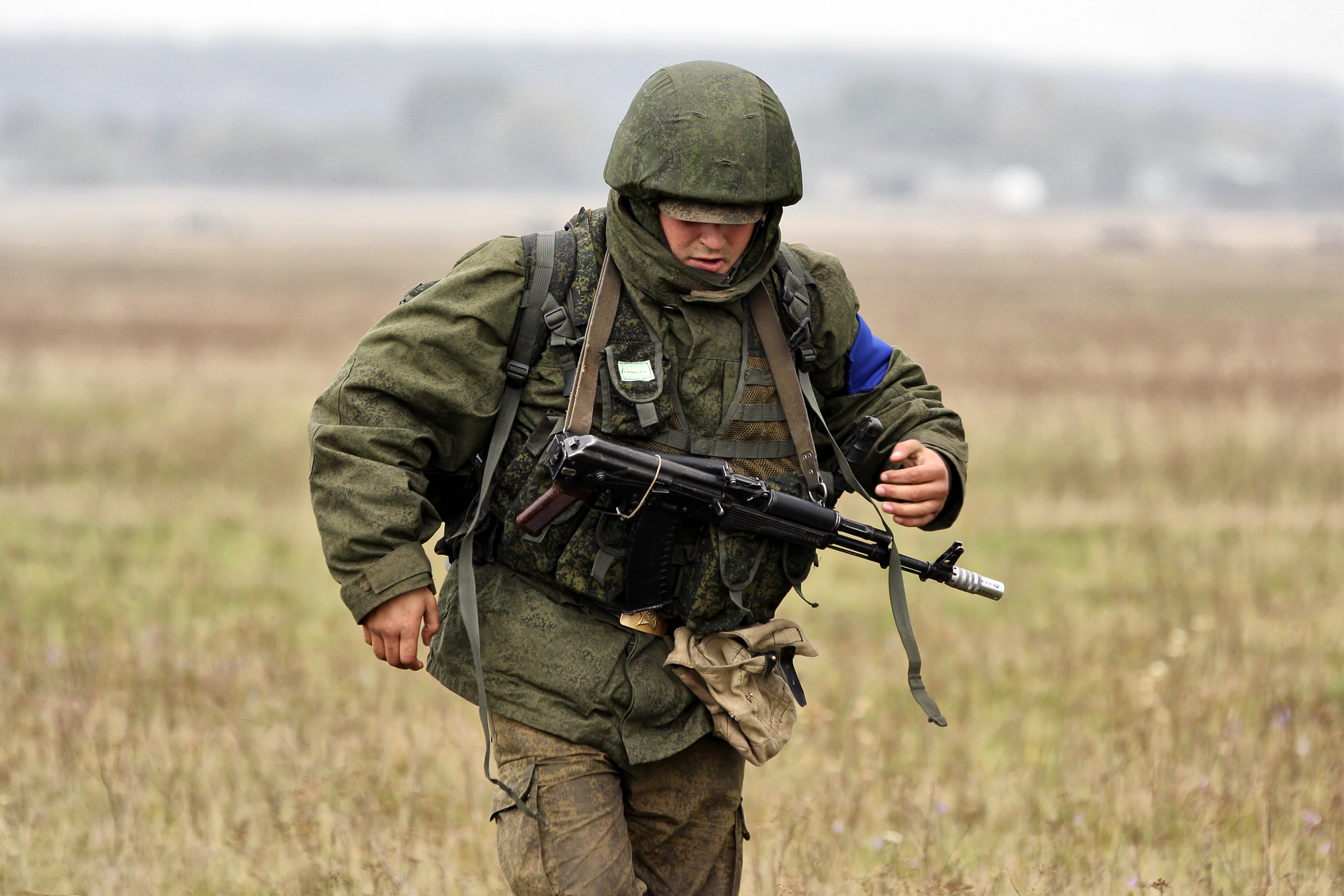
Военнослужащий 137-го пдп с АК-74М.

106-я гвардейская воздушно-десантная Тульская ордена Суворова, Краснознамённая, ордена Кутузова дивизия — соединение воздушно-десантных войск (ВДВ) Вооружённых сил СССР, а затем — Российской Федерации.
Условное наименование — Войсковая часть № 55599 (в/ч 55599). Сокращённое наименование — 106 гв. вдд.
Части формирования дислоцированы в Туле, Рязани и Наро-Фоминске, штаб дивизии — в Туле. День дивизии отмечается 26 апреля (26 апреля 1945 года была награждена первым орденом — орденом Кутузова II степени).

## История
11 июня 1943 года в Московском военном округе были сформированы 7-я и 17-я гвардейские воздушно-десантные бригады. Численность бригады по штату составляла 5800 человек. В декабре 1943 года 4 и 7 гв.вдбр были передислоцированы с 4-го Украинского фронта в Московский военный округ.
15 января 1944 года в соответствии с приказом командующего ВДВ Красной Армии № 00100 от 26 декабря 1943 г. в г. Ступино Московской области на базе 4-й, 7-й и 17-й отдельных гвардейских воздушно-десантных бригад (бригады дислоцировались в г. Востряково, Внуково, Ступино) была сформирована 16-я гвардейская воздушно-десантная дивизия. В дивизии по штату было 12 000 человек. Части дивизии были укомплектованы в основном молодежью 18—20 лет, годной к службе в ВДВ, комсомольцами и курсантами-выпускниками военных училищ, оснащены новейшим вооружением, техникой, в том числе автотранспортом высокой проходимости. 90 % офицеров дивизии имели боевой опыт, многие из них прибыли из госпиталей после лечения по ранению. Значительная часть личного состава имела опыт ведения боевых действий в тылу противника.
В августе 1944 года 16-я гвардейская воздушно-десантная дивизия была передислоцирована в г. Старые Дороги Могилёвской области и 9 августа 1944 года вошла в состав вновь сформированного 38-го гвардейского воздушно-десантного корпуса.
В октябре 1944 года 38-й гвардейский воздушно-десантный корпус вошёл в состав вновь сформированной Отдельной гвардейской воздушно-десантной армии.
8 декабря 1944 года Отдельная гвардейская воздушно-десантная армия была переформирована в 9-ю гвардейскую армию (сформирована на базе полевого управления 7-й армии 5 января 1945 г.). 38-й гвардейский воздушно-десантный корпус стал 38-м гвардейским стрелковым корпусом.
Приказом Ставки Верховного Главнокомандующего № 0047 от 18 декабря 1944 г. 16-я гвардейская воздушно-десантная дивизия была переформирована в 106-ю гвардейскую стрелковую дивизию 38-го гвардейского стрелкового корпуса. 4 гв.овдбр была переформирована в 347-й гвардейский стрелковый полк, 7 гв.овдбр — в 351-й гвардейский стрелковый полк, 17 гв.овдбр — в 355-й гвардейский стрелковый полк.
21 февраля 1945 года 9-я гвардейская армия, в состав которой входила 106-я гвардейская стрелковая дивизия, была введена в состав действующей армии. 26 февраля дивизия сосредоточилась восточнее г. Будапешт. В марте 1945 года соединение получило задачу выйти в исходные позиции для наступления в районе Будакеси — Пать — Бичке. 13 марта — планирование наступления и разведка боем в районе населённого пункта Чакберень западнее Будапешта.
16 марта, после 60-минутной предварительной артиллерийской подготовки, начавшейся в 14:30, гвардейцы поднялись в атаку и к 16:00 овладели первой траншеей, в 18:00 ворвались во вторую траншею, за остаток дня продвинулись на 4—7 км, овладев г. Чакберень, лесным массивом севернее него и населённым пунктом Каполнопуста. Наступление продолжалось. К 18 марта, форсировав реки Шарвиз (?) и Гайя, атакой всех частей соединение овладело городом Мор. За прорыв укреплённой полосы обороны и овладение г. Мор весь личный состав получил благодарность Верховного Главнокомандующего, а дивизия 26 апреля 1945 года была награждена первым орденом — орденом Кутузова II степени. С тех пор 26 апреля считается праздником дивизии.
25 марта дивизия совершила марш в район Баконьсентласло — Феньера и с утра 26 марта начала обход г. Папа с севера с задачей овладеть городом во взаимодействии с другими частями корпуса. За боевые действия по овладению г. Папа весь личный состав дивизии получил благодарность Верховного Главнокомандующего, а Родина 26 марта салютовала победителям.
29 марта дивизия перешла в решительное наступление и овладела Реб-Челег, Нициг, Аркахати, Урейгнуй-фалу, Чалад, Ребцесемере, Ребсекафора, и к 16:00 того же дня вышла на рубеж Иван, Фельшемаг, Пайтошкиль, Порладоне. 30 марта, преследуя противника, дивизия пересекла австро-венгерскую границу. 38-й гвардейский стрелковый корпус, в состав которого входила дивизия, был выведен во второй эшелон, так как предстояли бои за Вену и необходимы были резервы. 13 апреля советские войска полностью овладели городом Вена, а соединение перешло в наступление, и 15 апреля 1945 года был взят Санкт-Пельтен. В этот день Москва вновь салютовала победителям. За боевые действия весь личный состав получил благодарность, активные участники боёв за г. Вену были награждены медалью «За взятие Вены». 38-й гвардейский корпус получил почётное наименование «Венский», а дивизия была награждена вторым орденом — орденом Красного Знамени.
16 апреля дивизия овладела г. Вильгельмсбург. Непрерывные боевые действия продолжались до 25 апреля. К исходу этого дня части дивизии были выведены из боя и в полном составе сосредоточены в предместьях Вены.
5 мая дивизия была поднята по тревоге и совершила марш в район Фрибриц, Гиндодорф, лес юго-западнее Фрибриц к австро-чехословацкой границе и сменила 107-ю стрелковую дивизию. Войдя в соприкосновение с противником, 8 мая она пересекла границу Чехословакии и с ходу овладела г. Зноймо. Весь личный состав получил благодарность Верховного Главнокомандующего, а Родина ещё раз салютовала воинам-освободителям.
9 мая все части дивизии продолжали боевые действия по преследованию врага с целью заставить его капитулировать. Дивизия совершила марш, преследуя противника, и за три дня прошла с боями 80-90 км. В 12:00 11 мая 1945 года передовой отряд в составе 355-го гв. стрелкового полка и 211-го гв. артиллерийского полка вышел на р. Влтава и в 3,5 км северо-восточнее д. Олешня встретился с частями 5-й американской танковой армии.
Великая Отечественная война для воинов соединения закончилась. За период боевых действий гвардейцы уничтожили и захватили в плен 64 тысячи солдат и офицеров противника, а также 316 танков и САУ, орудий разного калибра — 971, автомашин — 6371, железнодорожных вагонов — 3600, самолётов — 29, большое количество складов с боевой техникой. С боями было пройдено около 6100 км.
Всего в дивизии за время ведения боевых действий правительственными наградами было награждено 7401 человек. Следует добавить, что многие из награждённых имели по две-три награды, а трое десантников соединения за мужество и героизм удостоены высокого звания Героя Советского Союза — гвардии старшина Рыбаков Н. С. (посмертно), гвардии младший лейтенант Поляков В. Т., гвардии старший лейтенант Селищев В. П. (посмертно).
К весне 1946 года части 106-й гвардейской стрелковой дивизии в полном составе передислоцировались в СССР и приступили к плановой боевой подготовке по программе Воздушно-десантных войск.
На основании Постановления Совета Министров СССР № 1154474сс от 3.06.1946 г. и директивы Генерального штаба Вооружённых Сил СССР №орг/2/247225 от 7.06.1946 г. к 15 июня 1946 года 106-я гвардейская стрелковая Краснознамённая ордена Кутузова дивизия была переформирована в 106-ю гвардейскую воздушно-десантную Краснознамённую ордена Кутузова дивизию.
С июля 1946 года дивизия дислоцировалась в г. Тула и входила в состав 38-го гвардейского воздушно-десантного Венского корпуса (штаб корпуса — г. Тула). 3 декабря 1947 года дивизии было вручено Гвардейское Боевое Знамя.

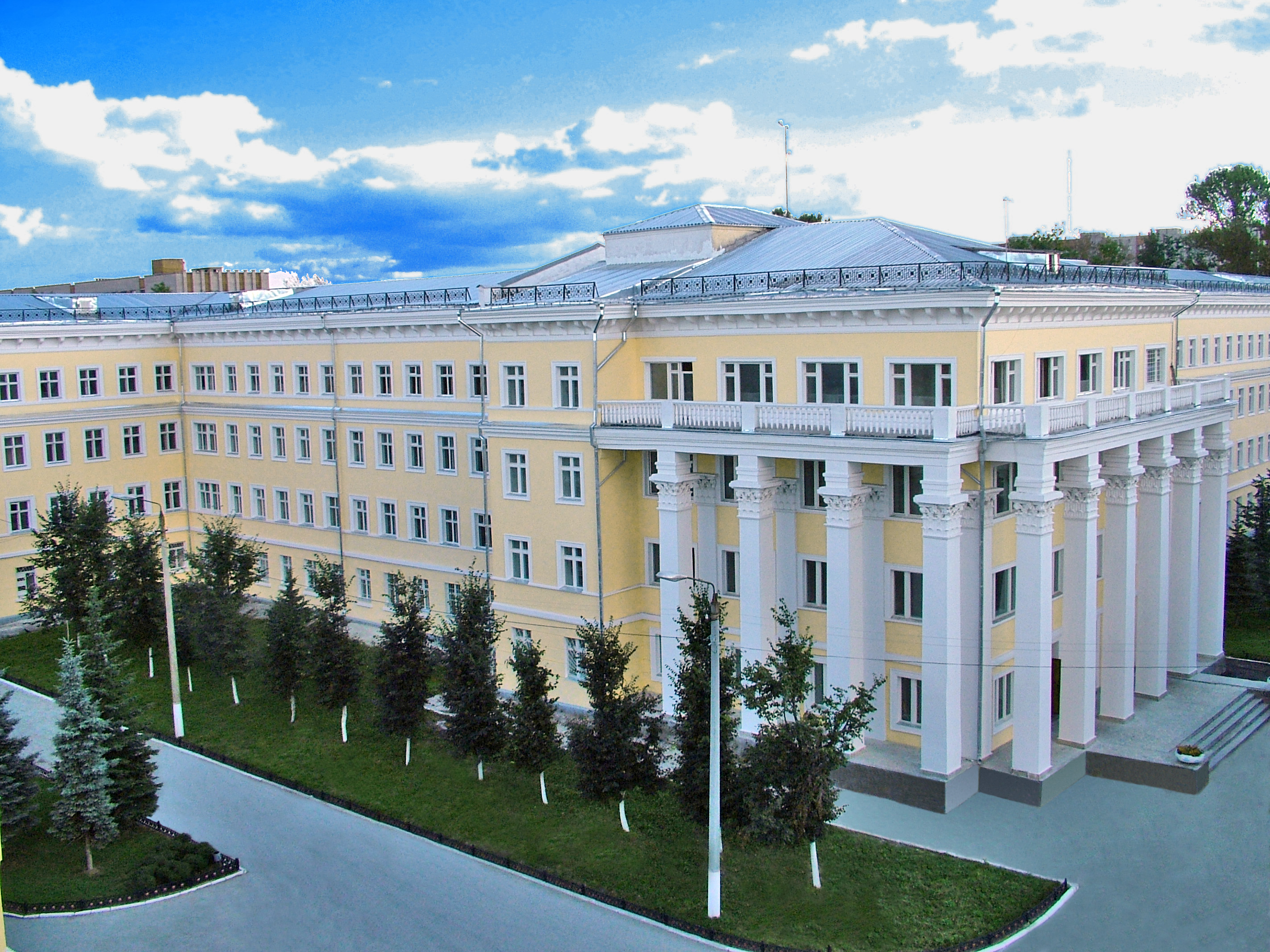
Штаб 106 гв.вдд

Бронетехника дивизии на комплексных состязаниях на лучшего командира разведроты ВДВ в Туле. 2011 год
На основании директив Генерального штаба от 3 сентября 1948 года и от 21 января 1949 года 106-я гвардейская воздушно-десантная Краснознамённая ордена Кутузова дивизия в составе 38-го гвардейского воздушно-десантного Венского корпуса вошла в состав Воздушно-десантной армии. В апреле 1953 года Воздушно-десантная армия была расформирована.
На основании директивы Генерального штаба от 21 января 1955 года к 25 апреля 1955 года 106-я гвардейская воздушно-десантная дивизия вышла из состава 38-го гвардейского воздушно-десантного Венского корпуса, который в 1956 г. был расформирован, дивизия стала непосредственно подчиняться командующему ВДВ и перешла на новый штат трёхполкового состава с кадрированным батальоном в каждом парашютно-десантном полку. Из состава расформированной 11-й гвардейской воздушно-десантной дивизии в состав 106-й гвардейской воздушно-десантной дивизии был передан 137-й гвардейский парашютно-десантный полк (пункт дислокации — город Рязань).
Личный состав 351-го гвардейского парашютно-десантного полка участвовал в военных парадах на Красной Площади в Москве, принимал участие в больших учениях министерства обороны и в 1955 году десантировался вблизи г. Кутаиси (Закавказский ВО).
В 1957 году 351-й полк проводил показательные учения с десантированием для военных делегаций Югославии и Индии.
На основании директив Министра обороны СССР от 18 марта 1960 года и Главнокомандующего Сухопутными войсками от 7 июня 1960 года, в состав 105-й гвардейской воздушно-десантной Венской Краснознамённой дивизии из состава 106-й гвардейской воздушно-десантной Краснознамённой ордена Кутузова дивизии был передан 351-й гвардейский парашютно-десантный полк (город Ефремов Тульской области); 105-я гвардейская воздушно-десантная дивизия (без 331-го гвардейского парашютно-десантного полка) была передислоцирована в Туркестанский военный округ в город Фергана Узбекской ССР.
В 1960-м году в состав 106 гв.вдд вошёл 331-й гвардейский парашютно-десантный полк (выведенный из состава 105 гв.вдд). В 1993 г. этот полк был передан в состав 98-й гвардейской воздушно-десантной дивизии.
В 1967 году 106 гв.вдд участвовала в операции «Родопы».
В связи с началом вооружённого конфликта между КНР и СРВ в 9 марта 1979 года 137 пдп 106 гв.вдд был переброшен в Забайкалье. После начала активного вывода Китайских войск из Вьетнама, было принято решение о проведений полковых учений с боевой стрельбой. Они должны были проходить уже на территории Монгольской Народной Республики (МНР), в 200 км южнее административного центра Арвайхээр (по русскому, Арбай-Хэрэ) В районе монголо-китайской границы. 24 марта была произведена выброска десанта с двух самолётов: первый с тремя БМД (разбились все), второй с людьми (командир полка майор Топоров В.М, часть управления полка, комбаты, командиры рот, механики водители, офицеры развед.роты). У земли был сильный ветер (до 40 м/с), и в результате выброски 3 человек погибли (ефрейтор Бессольцев В. Е. механик водитель 3 взвода и ефрейтор Саидов Т. О. механик водитель 2 взвода 7 пдр, и ефрейтор Пугач А. А. старший механик водитель 1 взвода 8 пдр), многие получили серьёзные травмы и переломы различной тяжести. Около 50 человек было госпитализировано. После десантирования с первых двух самолётов учения отменили.
29 февраля 1988 г. 137-й парашютно-десантный полк (командир подполковник В. Хацкевич) 106-й воздушно-десантной дивизии был поднят по тревоге, переброшен на аэродром близ Баку, совершил марш в Сумгаит и сходу приступил к выполнению поставленной задачи по восстановлению порядка в городе, ставшем ареной армянских погромов. Полк вернулся к месту постоянной дислокации — в Рязань — в начале апреля.
Дивизия участвовала в Первой и Второй чеченских войнах. 23 апреля 2000 года чеченские боевики под командованием Абу-Джафара и Абу аль-Валида у селения Сержень-Юрт устроили засаду на колонну 51-го гвардейского парашютно-десантного полка.
С середины декабря 1992 года по апрель 2005 года в состав 106 гв.вдд входил 119-й гвардейский парашютно-десантный полк, являвшийся по праву одним из лучших полков дивизии. За период нахождения в составе дивизии, 119 гв.пдп выполнял наиболее ответственные и сложные задачи, считаясь одним из наиболее боеспособных частей не только дивизии, но и всех воздушно-десантных войск. С 1993 г. по 1999 г. семнадцати гвардейцам полка было присвоено звание Героя России.
В ходе военной реформы 2008—2009 гг. 106-ю гвардейскую воздушно-десантную дивизию планировалось расформировать, а части соединения переподчинить другим дивизиям. Однако позднее это решение было отменено.
13 августа 2015 года указом Президента Российской Федерации дивизии присвоено почётное наименование «Тульская».
С 2022 года дивизия принимает участие в полномасштабном российском вторжении в Украину. Украина считает, что дивизия причастна к убийствам мирных граждан под Киевом в начале полномасштабного вторжении. Организация «Репортёры без границ» считает военнослужащих дивизии причастными к убийству украинского фотожурналиста Максима Левина и военнослужащего Алексея Чернышова. После провала Киевской операции в конце марта дивизия была отозвана в Беларусь, а затем переведена в Валуйки для дальнейшей передислокации на восток Украины. В начале апреля не менее двух БТГ дивизии были брошены в бой в районе Изюма совместно с войсками 1-й танковой и 20-й общевойсковой армии. В последующие месяцы она продолжала действовать в направлении Славянска.
8 июля 2022 г. ВСУ нанесли артиллерийский удар с систем HIMARS по командному пункту 106 ВДД в Шахтёрске. В результате удара погибли 28 военнослужащих дивизии, в том числе и 3 старших офицеров: заместитель командира полковник Андрей Васильев, зам. командира по вооружению полковник Максим Кудрин и зам. по тылу полковник Сергей Кузьминов.
Командир батальона 106-й дивизии Павел Кривов погиб под Изюмом 9 сентября, в ходе украинского контрнаступления в Харьковской области.
В январе 2023 года в СМИ появилась информация о создании на базе 106-й дивизии ВДВ разведотряда «Москва», состоящего из футбольных фанатов.

## Полное наименование
- 16-я гвардейская воздушно-десантная дивизия (с 15 января 1944)
- 106-я гвардейская стрелковая дивизия (с 18 декабря 1944)
- 106-я гвардейская стрелковая ордена Кутузова дивизия (с 26 апреля 1945)
- 106-я гвардейская стрелковая Краснознамённая, ордена Кутузова дивизия (с мая 1945)
- 106-я гвардейская воздушно-десантная Краснознамённая, ордена Кутузова дивизия (с 15 июня 1946)
- 106-я гвардейская воздушно-десантная Тульская Краснознамённая, ордена Кутузова дивизия (с 13 августа 2015)

## Состав
106-я гвардейская стрелковая Краснознамённая, ордена Кутузова дивизия в Действующей армии с 21 февраля 1945 по 11 мая 1945:
- управление
- 347-й гвардейский стрелковый полк
- 351-й гвардейский стрелковый полк
- 355-й гвардейский стрелковый полк
- 57-я гвардейская дивизионная артиллерийская бригада
- 205-й гвардейский пушечный артиллерийский полк
- 211-й гвардейский гаубичный артиллерийский Рижский полк
- 534-й гвардейский миномётный Выборгский полк
- 123-й гвардейский отдельный истребительно-противотанковый дивизион
- 107-й гвардейский отдельный зенитно-артиллерийский дивизион
- 181-я гвардейская разведывательная рота
- 139-й гвардейский сапёрный батальон
- 193-й гвардейский отдельный батальон связи
- 234-й медико-санитарный батальон
- 117-я гвардейская отдельная рота химической защиты
- 320-я автомобильная рота
- 393-я полевая хлебопекарня
- 385-й дивизионный ветеринарный лазарет
- 3186-я почтово-полевая станция
- 2004-я полевая касса Госбанка[11]

- 51-й гвардейский парашютно-десантный Краснознамённый, ордена Суворова полк имени Дмитрия Донского (Тула)
- 137-й гвардейский парашютно-десантный Рязанский ордена Красной Звезды Кубанский казачий полк (Рязань)
- 331-й гвардейский парашютно-десантный полк (Кострома)
- 1182-й гвардейский артиллерийский Новгородский Краснознамённый, орденов Суворова, Кутузова, Богдана Хмельницкого и Александра Невского полк (Ефремов)
- 131-й отдельный гвардейский самоходно-артиллерийский дивизион (Тула)
- 1052-й отдельный гвардейский зенитный ракетно-артиллерийский дивизион (Тула)
- 332-й отдельный гвардейский инженерно-сапёрный батальон (Тула)
- 731-й отдельный гвардейский батальон связи (Тула)
- 43-й отдельный ремонтно-восстановительный батальон (Тула)
- 610-й отдельный батальон десантного обеспечения (Тула)
- 234-й отдельный медицинский батальон (Тула)
- 1060-й отдельный батальон материального обеспечения (Тула)
- 173-я отдельная разведывательная рота (Тула)
- 110-я отдельная военно-транспортная авиационная эскадрилья (Тула)
- 219-й полигон (Тула)
- ОВКР (Тула)[12]

- 51-й гвардейский парашютно-десантный Краснознамённый, ордена Суворова полк имени Дмитрия Донского, в/ч 33842 (Тула)
- 119-й гвардейский парашютно-десантный ордена Александра Невского полк, в/ч н/д (н/д)
- 137-й гвардейский парашютно-десантный Рязанский ордена Красной Звезды Кубанский казачий полк, в/ч 41450 (Рязань)
- 1182-й гвардейский артиллерийский Новгородский Краснознамённый, орденов Суворова, Кутузова, Богдана Хмельницкого и Александра Невского полк, в/ч 93723 (Наро-Фоминск)
- 1-й гвардейский зенитно-ракетный полк, в/ч 71298 (Наро-Фоминск)
- 173-й отдельный гвардейский разведывательный батальон, в/ч 54392 (Тула)
- 388-й отдельный гвардейский инженерно-сапёрный батальон, в/ч 12159 (Тула)
- 731-й отдельный гвардейский батальон связи, в/ч 93687 (Тула)
- 1060-й отдельный батальон материального обеспечения, в/ч 14403 (п. Слободка, Тульская область).
- 970-я отдельная рота десантного обеспечения, в/ч 64024 (Тула).
- отдельная рота РЭБ (г. Тула)
- отдельная рота БЛА (г. Тула)
- 39-й отдельный медицинский отряд (аэромобильный), в/ч 52296 (Тула).
- 1883-я станция фельдегерско-почтовой связи, в/ч 54235 (Тула).[13]

## Герои Советского Союза и Герои России
В дивизии служило 28 Героев Советского Союза и Героев России.
- гвардии старшина Рыбаков Н. С. (посмертно)
- гвардии младший лейтенант Поляков В. Т.
- гвардии старший лейтенант Селищев В. П. (посмертно).
- гвардии подполковник Кривов П. В. (посмертно).

## Командиры дивизии
Советский период
- Гвардии генерал-майор Казанкин, Александр Фёдорович (1943—1944)
- Гвардии полковник, с 20.04.1945 гвардии генерал-майор Виндушев, Константин Николаевич (18.12.1944—07.1946)
- Гвардии генерал-майор Конев, Иван Никитич (07.1946—15.04.1947)
- Гвардии генерал-майор Копычко, Афанасий Романович (15.04.1947—09.1949)
- Гвардии полковник Епанчин, Александр Дмитриевич (09.1949—06.10.1951)
- Гвардии полковник, с 17.08.1953 гвардии генерал-майор Герасимов, Александр Акимович (06.10.1951—05.04.1955)
- Гвардии генерал-майор Корещенко, Александр Андреевич (05.04.1955—04.08.1960)
- Гвардии генерал-майор Танкаев, Магомед Танкаевич (16.09.1960—19.12.1961)
- Гвардии полковник, с 22.02.1963 гвардии генерал-майор Курочкин, Константин Яковлевич (19.12.1961—10.08.1964)[15]
- Гвардии полковник, с 16.06.1965 гвардии генерал-майор Потапов, Юрий Михайлович (10.08.1964—1969)
- Гвардии полковник, с 6.11.1970 гвардии генерал-майор Прытков, Александр Иванович (1969—06.07.1972)
- Гвардии генерал-майор Добровольский, Анатолий Михайлович (06.07.1972—1976)
- Гвардии генерал-майор Подколзин, Евгений Николаевич (1976—1980)
- Гвардии генерал-майор Филатов, Геннадий Васильевич (1980—1984)
- Гвардии генерал-майор Сердечный, Фёдор Иванович (1984—1988)
- Гвардии полковник, с 17 февраля 1990 года — гвардии генерал-майор Лебедь Александр Иванович (1988—1991)

В Вооружённых силах России
- Гвардии генерал-майор Колмаков, Александр Петрович (1991—1993)
- Гвардии генерал-майор Савилов, Евгений Юрьевич (1993—2004)
- Гвардии генерал-майор Сердюков, Андрей Николаевич (2004—2007)
- Гвардии генерал-майор Устинов, Евгений Алексеевич (2007—2007)
- Гвардии полковник Вязников, Александр Юрьевич (2007—2010)
- Гвардии генерал-майор Кочетков, Владимир Анатольевич (2010—2013)
- Гвардии генерал-майор Глушенков, Дмитрий Валерьевич (2013—2015)
- Гвардии генерал-майор Кирси, Павел Валентинович (2015—2020)
- Гвардии полковник Тонких, Евгений Николаевич (2020—2021)
- Гвардии генерал-майор Селивёрстов, Владимир Вячеславович (2021—2023)
- Гвардии полковник, гвардии генерал-майор (2 мая 2024) Немоляев, Александр Вячеславович (2024)